# 7683 Wuwenjun
7683 Wuwenjun eller 1997 DE är en asteroid i huvudbältet som upptäcktes den 19 februari 1997 av Beijing Schmidt CCD Asteroid Program vid Xinglong-observatoriet. Den är uppkallad efter Wenjun Wu.
Asteroiden har en diameter på ungefär 6 kilometer.